# 穆納人
穆納人，是印尼南蘇拉威西省穆納島的居民，人口約321000人。
他們的外表如體型、體型、膚色和頭髮型態較接近美拉尼西亞人和玻里尼西亞人不同於一般馬來人。他們的文化與東努沙登加拉省的帝汶島和弗洛勒斯島的文化也有相似之處。在東努沙登加拉省和穆納島的紗籠有著類似的圖案，其頭飾的形狀也有相似之處。由以前一直到今天，穆納族漁民往往為收穫海參前去澳大利亞達爾文的帝汶海水域，已多次被澳洲政府在這些水域多次逮捕。

## 卡里亞儀式
在穆納人社區，一個人從出生到死亡都有一系列儀式以完成一個循環。為了完成儀式，個人必須要經過的各個階段。其中一個階段是由童年到成年的轉變，特別是對婦女，儀式被稱為卡里亞。
卡里亞儀式在穆納人傳統社會中是非常重要的儀式，是一個女童正式成為女人的啟動儀式。根據穆納人的理解，只有進行過卡里亞儀式的女性才能結婚，若有違反，該女人會被自己的社區內排斥和放逐。

## 卡薩姆布傳統
卡薩姆布是穆納人世代相傳的傳統，這個傳統是一個男人感恩妻子將會生下她的孩子。這種傳統通常在孩子出生前舉行，通常在第7或第8個月，在妻子懷孕第七個月，夫妻雙方將共同沐浴和互相餵對方和遊行，如該食物沒有沒吃完，由周圍親族的孩子和家人吃完。這儀式的目的是把夫妻雙方家族連結在一起，同時孩子很快就會提高到一個人的宗教地位。最後由牧師和伊瑪目祝福結束。